# 769
769(칠백육십구)는 768보다 크고 770보다 작은 자연수다.

## 수학
- 136번째 소수(素數)다. 앞의 소수는 761, 다음 소수는 773이다.
  - 16번째 프로트 소수다. 앞의 프로트 소수는 673, 다음은 929다.

({\displaystyle 769=3\times 2^{8}+1})

## 과학
- NGC 769(영어판): 삼각형자리 방향에 있는 나선은하.
- 769 타탸나(영어판): 소행성.

## 교통
- 현도 제769호선

## 군사
- 769 해군 항공대(영어판): 과거 존재한 영국의 해군 항공대.

## 문화유산
- 대한민국의 보물 제769호: 몽산화상법어략록(언해)

## 기타
- 연도: 769년, 기원전 769년